# Türkvíziós Dalfesztivál
A Türkvíziós Dalfesztivál (törökül: Türkvizyon Türk Dünyası Şarkı Yarışması), egy 2013 óta évente megrendezésre kerülő verseny a török népek államai, területei és népcsoportjai között. A fesztivál keretében minden résztvevő benevez egy zeneszámot, amit élő adásban előadnak, majd a szakmai zsűri szavaz a többi résztvevő által benevezett számokra, hogy megtalálják a verseny legnépszerűbb dalát. A résztvevők különböző tévétársaságokon keresztül szerepelnek, melyek feladata az adott török népet képviselő énekes és dal kiválasztása.
2016 és 2019 között nem rendezték meg a versenyt. A dalfesztivál 2020-ban a COVID–19-pandémiára való tekintettel online formában tért vissza. Azóta nem rendezték meg, sorsa kérdéses.
A dalfesztivált Magyarországon nem közvetítették. Egyedül a 2018-ban volt szándék a részvételre, de akkor a fesztivált végül nem rendezték meg.
A rendezvény együttműködik a Nemzetközi Török Kulturális Szervezettel (TÜRKSOY) és a TMB TV-vel is.

## Történet
Törökország 1975-ben debütált az Eurovíziós Dalfesztiválon. Az ország – több megszakítással – 2012-ig részt is vett a nemzetközi versenyen, 2013-ban viszont visszalépett, több szabályt igazságtalannak minősítve. Ugyanebben az évben döntöttek a Türkvíziós Dalfesztivál elindításáról, mely végül a törökországi Eskişehirből indult el, és az első két évben a Török Világ Kulturális és Művészeti Fővárosában rendezték meg.

## Formátum
A verseny formátuma alapjaiban követi az Eurovíziós Dalfesztivál formátumát: a különböző országok, területek és népcsoportok egy-egy dallal szerepelnek a versenyen, majd az összes dal elhangzását követően a résztvevők által delegált zsűritagok szavaznak a dalokra, kivéve az általuk képviselt ország, terület vagy népcsoport dalát. A szavazatok összesítését követően az eredményeket prezentálják, majd győztest, esetlegesen különdíjasokat hirdetnek. Egy döntőt rendeznek hagyományosan decemberben, melyet a résztvevők számának függvényében egy elődöntő is megelőzhet.
Az egyes zsüritagok által kiosztott részletes pontszámok eddig egyetlen alkalommal, 2014-ben kerültek nyilvánosságra az adások során.

## Részvétel

Országok, területek, melyek már legalább egyszer részt vettek
Országok, területek, melyek még egyszer sem vettek részt
Országok, területek, amelyek jelezték részvételi szándékukat, de mégsem indultak el

Eddig 46 ország, terület szerepelt legalább egyszer. Ezek a következők (az első részvétel éve szerint sorba rakva):
- 2013 –  Altaj köztársaság,  Azerbajdzsán,  Baskíria,  Bosznia-Hercegovina,  Észak-Ciprus,  Fehéroroszország,  Gagauzia,  Grúzia,  Hakaszföld,  Irak,  Jakutföld,  Karacsáj–Balkár[a],  Kazahsztán,  Kemerovói terület,  Kirgizisztán,  Koszovó,  Krím,  Macedónia,  Románia,  Tatárföld,  Törökország,  Tuva,  Ukrajna,  Üzbegisztán
- 2014 –  Albánia,  Bulgária,  Irán,  Moszkva,  Németország,  Türkmenisztán
- 2015 –  Szandzsák,  Szíria

↑ a: Kabard- és Balkárföld, illetve Karacsáj- és Cserkeszföld minden évben közös indulót nevez a versenyre.

## Kiválasztási módszerek
Minden résztvevőnek be kell küldenie egy dalt a részvétel évében. Az országok, területek és népcsoportok saját belátásuk szerint választják ki a dalokat: lehet ez a televízió belső döntése vagy a televízió közönsége telefonos szavazáson választhat több dal közül.

### Visszaléptetett dalok
| Év   | Ország                    | Nyelv           | Előadó                     | Dal          | Magyar fordítás   |
| ---- | ------------------------- | --------------- | -------------------------- | ------------ | ----------------- |
| 2015 | Kabard- és Balkárföld     | karacsáj-balkár | Aris Appajev               | Unutma meni  | Ne felejts el     |
| 2015 | Karacsáj- és Cserkeszföld | karacsáj-balkár | Aris Appajev               | Unutma meni  | Ne felejts el     |
| 2015 | Krími Autonóm Köztársaság | krími tatár     | Safiye Denişayeva          | Aqın dostlar | Gyerünk, barátaim |
| 2015 | kumikok                   | kumik           | Gulmira, Fatima és Kamilya | Alğa!        | Előre!            |
| 2015 | Moszkvai terület          | baskír          | Zuleyha İlbakova           | Bәlәkәy qıź  | Kislány           |
| 2015 | Sztavropoli határterület  | nogaj           | İslam Satırov              | Tuvgan erım  | Szülőföld         |
| 2015 | Tatárföld                 | tatár           | Yamle                      | Miras        | Örökség           |
| 2015 | Tuva                      | tuvai           | Arƶaana Stal-ool           | Tuvam        | Az én Tuvám       |

## Rendezés
Az eredeti tervek szerint a versenyt minden évben a Török világ kulturális és művészeti fővárosa rendezte volna. Ez az első két évben így is történt – 2013-ban Eskişehir, 2014-ben pedig Kazany adott otthont a dalfesztiválnak –, 2015-től kezdve pedig az adott házigazda ország fővárosa vagy egyik nagyvárosa rendezi a versenyt (mint 2015-ben Törökország legnagyobb városa, Isztambul).
A rendezés előkészületei az előző versenyt követően nem sokkal megkezdődnek. Megnevezik a rendező várost és egy megfelelő koncerthelyszínt. A legnagyobb koncerthelyszín az isztambuli Yahya Kemal Beyatlı Kültür Merkezi volt, mely körülbelül 10 000 nézőt fogadott be 2015-ben.

### Költségvetés
A dalfesztivál lebonyolítása legtöbb esetben szponzorok által biztosított pénzből történik.

## Győztesek

Az Türkvíziós Dalfesztivál győzteseit ábrázoló térkép. A színek a győzelmek számát jelölik.

| Év        | Ország             | Előadó             | Dal                | Magyar fordítás    |
| --------- | ------------------ | ------------------ | ------------------ | ------------------ |
| 2013      | Azerbajdzsán       | Fərid Həsənov      | Yaşa               | Élni               |
| 2014      | Kazahsztán         | Janar Duǵalova     | Izin kórem         | Látom a nyomát     |
| 2015      | Kirgizisztán       | Ciydeş İdirisova   | Kim bilet          | Ki tudja?          |
| 2016–2019 | A verseny elmaradt | A verseny elmaradt | A verseny elmaradt | A verseny elmaradt |
| 2020      | Ukrajna            | Natalia Papazoglu  | Tikenli yol        |                    |

## Politikai ügyek
Az észak-ciprusi İpek Amber 2014-ben megnyerte a terület nemzeti válogatóját, azonban nem tudott részt venni a kazanyi versenyen, mivel Oroszország nem ismeri el Észak-Ciprus függetlenségét, így a delegáció észak-ciprusi útlevéllel nem léphetett be az ország területére. Versenydalával egy évvel később részt vehetett a dalfesztiválon.
A 2015-ös őszi orosz-török konfliktus következtében az orosz kormány felfüggesztette a versennyel szoros kapcsolatban álló TÜRKSOY oroszországi területeinek tagságát, így az összes – összesen tizenkét – orosz terület kénytelen volt távol maradni a dalfesztiváltól. Emiatt ebben az évben csak egy döntőt rendeztek, mivel az alacsony résztvevői szám miatt nem lett volna célszerű elődöntőt rendezni.